# Valiant Comics
Valiant Entertainment, Inc., comúnmente referida como Valiant Comics, es una compañía de cómics estadounidense, que produce también contenido relacionado al Universo Valiant de superhéroes.
La compañía fue fundada en 1989 por el anterior Editor en Jefe de Marvel Comics Jim Shooter y el escritor/entintador/editor Bob Layton junto con otras personas. En 1994, luego de un periodo de crecimiento tremendo, el inversor de capital de riesgo, Triumph, vendió la compañía a la desarrolladora de videojuegos Acclaim Entertainment. En adición a publicar cómics, Acclaim produjo Turok: Dinosaur Hunter y otros juegos con los personajes del Universo Valiant. En 2004, tras serios retrasos mayores en su división de juegos deportivos, Acclaim Entertainment cerró y cesó toda actividad, incluyendo aquellas que envolvían a Valiant.
La compañía abrió de nuevo en 2005 como Valiant Entertainment por los emprendedores Dinesh Shamdasani y Jason Kothari. En 2011 luego de contratar a varios ejecutivos de Marvel Comics y  Wizard Entertainment, el antiguo CEO y Vicepresidente de Marvel, Peter Cuneo, fue puesto como Presidente de Valiant y un inversor de la compañía. Valiant Entertainment oficialmente lanzó su división de publicación como parte de una iniciativa apodada "Verano de Valiant".
Contiene personajes de carácter heroico como Bloodshot.